# Synagoga Bet ha-midraš
Synagoga Bet ha-midraš v Prostějově (hebrejsky: בית המדרש, Dům bádání, lidově Židovská radnice) je někdejší židovská modlitebna a studovna v Demelově ulici 33 v Prostějově v Olomouckém kraji. Do roku 2018 sloužila jako pravoslavný chrám, respektive modlitebna svatého Jiří Vítězného.

## Historie

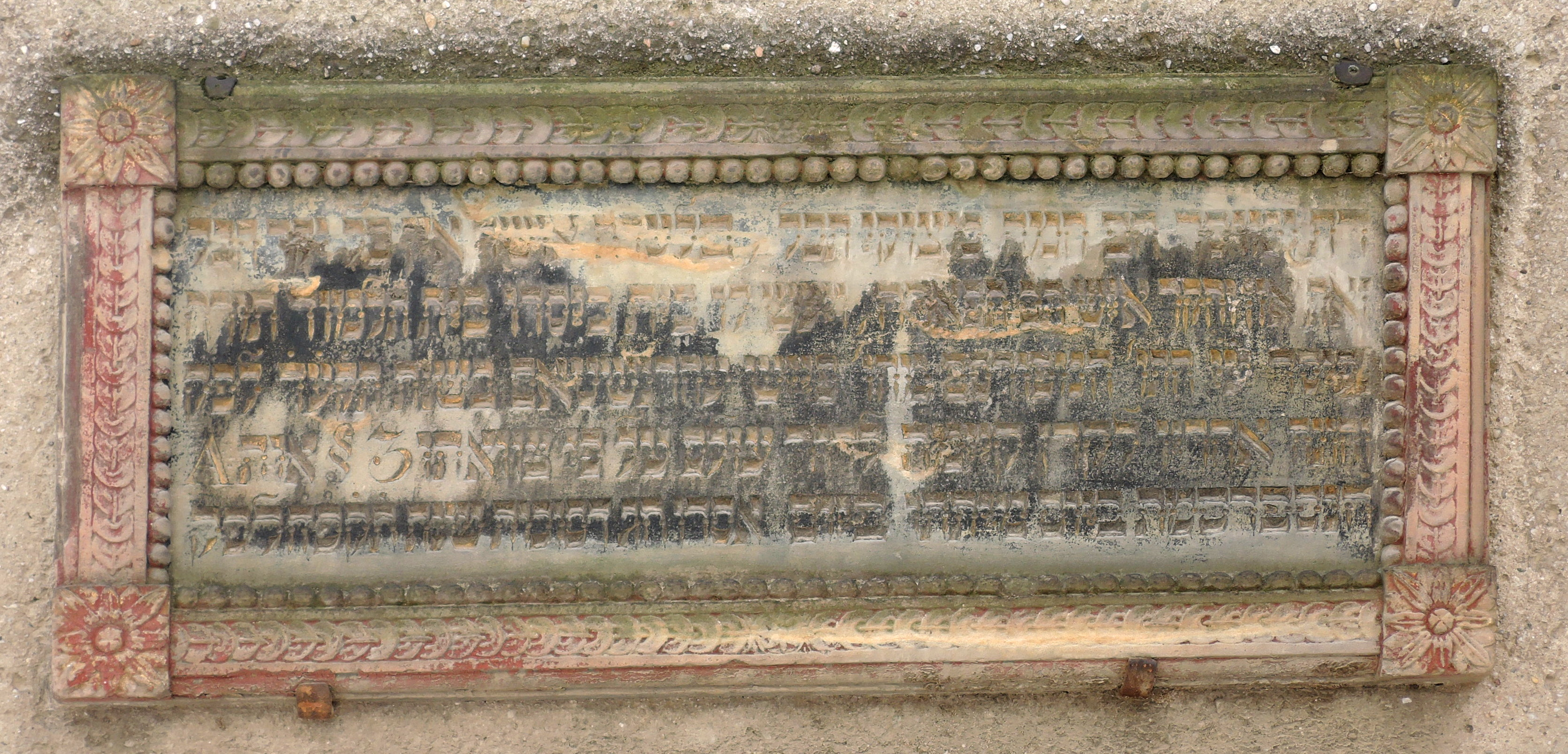
Původní hebrejský nápis

Modlitebna, v pořadí třetí ve městě, vznikla na počátku 19. století přestavbou domu mezi Starou synagogou a židovskou školou. Obdélná stavba s věžičkou byla postavena v klasicistně-empírovém slohu zřejmě v roce 1836. Do počátku 20. století sousedila s původní starší synagogou, která byla v roce 1904 zbořena. Modlitebna a studovna talmudu sloužila svému účelu do roku 1939, od roku 1940 bylo v budově skladiště.

### Po druhé světové válce
V roce 1951 židovská obec prodala budovu pravoslavné církvi, která ji užívala do roku 1966. Od roku 1969 byla v objektu bývalé synagogy muzejní galerie. 
Od roku 2004 do roku 2018 sloužila pravoslavné církvi jako modlitebna sv. Jiří Vítězného. Místní pravoslavná obec se provedla základní opravy budovy, které zamezily jejímu zřícení. Na jaře roku 2013 byla zahájena rekonstrukce, staticky byla budova zabezpečena stažením ocelovými lany.
Město počítalo s tím, že církev si budovu nadále ponechá, církev ji však v roce 2018 prodala. Soukromí vlastníci o ni dle památkářů dostatečně nepečují, a proto proti nim památkáři zahájili správní řízení.